# Jean Laudy
Jean Laudy né à Venlo aux Pays-Bas le 4 mai 1877, et mort à Woluwe-Saint-Lambert en Belgique le 6 février 1956, est un artiste peintre néerlandais.
Il est un des portraitistes officiels du roi Albert 1er et de la famille royale belge. En 1909, il est membre du Groupe des X, un collectif d'artistes.
Il est le père du peintre et dessinateur de bande dessinée Jacques Laudy.